# La grande svolta
La grande svolta (in russo Великий перелом'?, traslitterato: Velikij perelom) è un film del 1945 diretto da Fridrich Markovič Ėrmler. Vinse il Grand Prix du Festival International du Film come miglior film al Festival di Cannes 1946.

## Trama
Le armate tedesche minacciano Stalingrado e i comandanti sovietici sono ancora incerti sulle decisioni da prendere: alcuni sostengono la necessità di difendere la città ad oltranza, riversando ogni risorsa nella lotta; altri propongono di abbandonarla a se stessa. Stalin vorrebbe la difesa ad oltranza ma senza impegnarvi le riserve, che devono essere invece destinate a controllare lo schieramento nemico.
I tedeschi si incuneano in una sacca pericolosa. Il generale Murav'ëv segue il volere di Stalin, ma deve lottare con Krivenko, che vorrebbe agire d'impeto; quando la morte della moglie lo spinge alla rappresaglia, fa forza a se stesso. Fra crisi di coscienza, atti disperati, resistenze eroiche, le truppe sovietiche si rinforzano. Grazie alla cattura di un guastatore tedesco, il comando sovietico viene a conoscenza dell'ora del grande attacco nazista. I bolscevichi riescono quindi ad anticipare l'azione prendendo di sorpresa il nemico e la trappola funziona come previsto: i tedeschi, in mancanza di un secondo fronte, sono costretti ad arrendersi e per le sorti della guerra arriva "la grande svolta".

## Critica
Secondo il Dizionario Mereghetti è «un'opera quasi astratta [...] di grande rigore formale e di forte tensione narrativa interna», la cui originalità consiste nella «scelta di raccontare la guerra attraverso la psicologia degli stati maggiori».

## Riconoscimenti
- Festival di Cannes 1946
  - Grand Prix du Festival